# ستانلي مور
ستانلي مور (18 أبريل 1886 بسيدني في أستراليا - 22 مارس 1948) (بالإنجليزية: Stanley Moore)‏ هو لاعب كريكت أسترالي.

## وصلات خارجية
- ستانلي مور على موقع إي آس بي آن كريك إنفو (الإنجليزية)